# Караобинський сільський округ (Казталовський район)
Караоби́нський сільський округ (каз. Қараоба ауылдық округі, рос. Караобинский сельский округ) — адміністративна одиниця у складі Казталовського району Західноказахстанської області Казахстану. Адміністративний центр — село Караоба.
Населення — 1345 осіб (2021; 1524 у 2009, 1796 у 1999, 1661 у 1989).
Станом на 1989 рік існувала Караобинська сільська рада (села Єнбек, Караоба, Конисбай).

## Склад
До складу округу входять такі населені пункти:
| Населений пункт | Старі назви | Населення, осіб (1989) | Населення, осіб (1999) | Населення, осіб (2009) | Населення, осіб (2021) |
| --------------- | ----------- | ---------------------- | ---------------------- | ---------------------- | ---------------------- |
| Єнбек, село     | -           | 221                    | 205                    | 163                    | 141                    |
| Караоба, село   | -           | 1234                   | 1414                   | 1252                   | 1153                   |
| Конисбай, село  | Кониспай    | 206                    | 177                    | 109                    | 51                     |